# Faucigny (Adelsgeschlecht)

Wappen der Herren von Faucigny

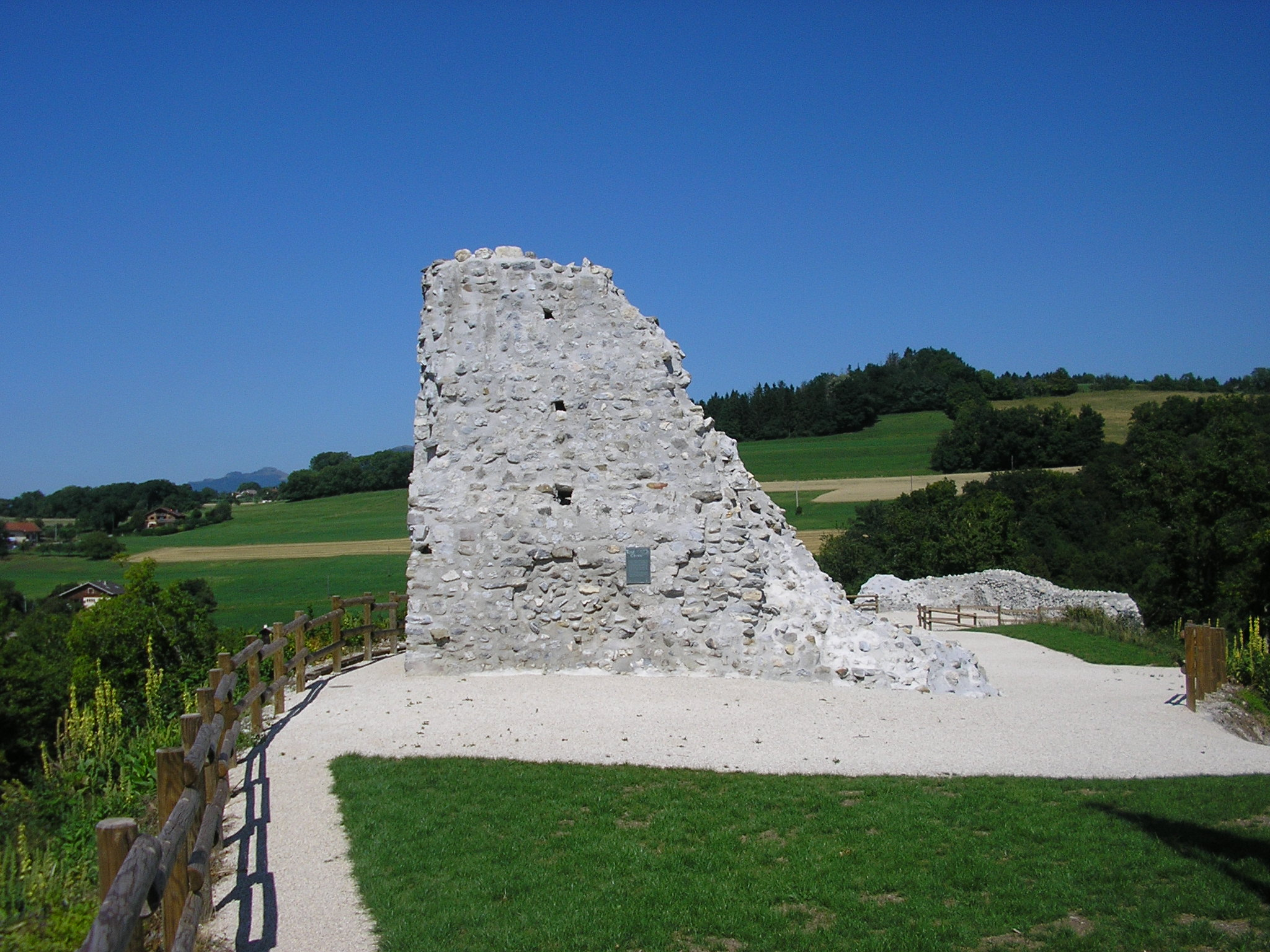
Ruinen des Schlosses von Faucigny

Die Herren von Faucigny waren ein savoyisches Adelsgeschlecht, benannt nach der Burg Faucigny im Tal der Arve in Hochsavoyen. 

## Geschichte
Die Herren von Faucigny dehnten ihren Einfluss über das ganze Tal aus und gaben der Region Faucigny ihren Namen. Dazu gehörten die Burg Beaufort und die im 14. Jahrhundert zerstörte Burg Lucinges. Das Geschlecht ist seit dem Beginn des 11. Jahrhunderts nachweisbar. Die Familie stellte Bischöfe von Genf, Lausanne und Maurienne. Mit Aymon II. starb die Hauptlinie der Familie 1253 aus und der Besitz fiel an seine Tochter Agnes († 1268), die  mit Peter II. Graf von Savoyen verheiratet war. Durch die Heirat ihrer Tochter Beatrix († 1310) mit dem Dauphin Guigues VII. fiel das Faucigny 1268 an die Dauphiné, kehrte jedoch 1355 durch den Vertrag von Paris wieder in den Besitz Savoyens zurück.
Ende des 12. Jahrhunderts spaltete sich die bis heute blühende Seitenlinie Faucigny-Lucinge ab, die 1640 zu Grafen von Faucigny und 1828 zu Fürsten von Lucinge erhoben wurde. Heutiges Familienoberhaupt ist Stanislas Prince de Faucigny-Lucinge et de Coligny (* 1963).

## Familienmitglieder
- Guy de Faucigny, Bischof von Genf (1083–1119)
- Giroldus de Faucigny, Bischof von Lausanne (1103–1126/34)
- Arducius de Faucigny, Bischof von Genf (1135–1185)